# 黑叶菝葜
黑叶菝葜（学名：Smilax nigrescens）为百合科菝葜属下的一个种。

## 扩展阅读
- 維基物種上的相關：黑叶菝葜